# بيل أوين (لاعب كرة قدم أمريكية)
بيل أوين (بالإنجليزية: Bill Owen)‏ هو لاعب كرة قدم أمريكية أمريكي، ولد في 29 سبتمبر 1903 في Aline, Oklahoma ‏ في الولايات المتحدة، وتوفي في 15 مارس 1975 في كنسلي في الولايات المتحدة.

## وصلات خارجية
- بيل أوين على موقع مرجع كرة القدم المحترفة.كوم (الإنجليزية)